# Île Merino Jarpa
Ne doit pas être confondue avec l'île Merino, située au sud-ouest de l'île Wellington.
L'île Merino Jarpa, en espagnol : isla Merino Jarpa, est une île située dans la région australe du Chili, dans l'océan Pacifique, à l'est du golfe de Penas. Elle est la principale île située entre le seno Baker (es), le canal Martínez (es) et le canal Baker (es).
Elle est administrativement rattachée à la province de Capitán Prat, dans la XIe région Aisén del General Carlos Ibáñez del Campo. Elle a été nommée en l'honneur de Vicente Merino Jarpa (es) (1855-1900), officier de la Marine chilienne pendant la guerre du Pacifique et la guerre civile chilienne de 1891.

## Situation géographique
L'île Merino Jarpa est une grande île orientée est-ouest. Elle mesure 28 milles de long et sa largeur est comprise entre 1 et 10 milles. Ses côtes sont très accidentées. Elle est entourée par le canal Martínez au nord, par le canal Troya à l'est (qui la sépare de l'île Alberto Vargas), par le canal Baker au sud, et par le canal Sierralta à l'ouest (qui la sépare de l'île Vicente).